# الشاد احمدوف
الشاد احمدوف (ترکی آذربایجانی: Elşad Əhmədov؛ زادهٔ ۲۵ مهٔ ۱۹۷۰) بازیکن فوتبال اهل جمهوری آذربایجان است.
از باشگاه‌هایی که در آن بازی کرده‌است می‌توان به باشگاه فوتبال قره‌باغ اشاره کرد.
وی همچنین در تیم ملی فوتبال جمهوری آذربایجان بازی کرده‌است.